# Corro de la patata

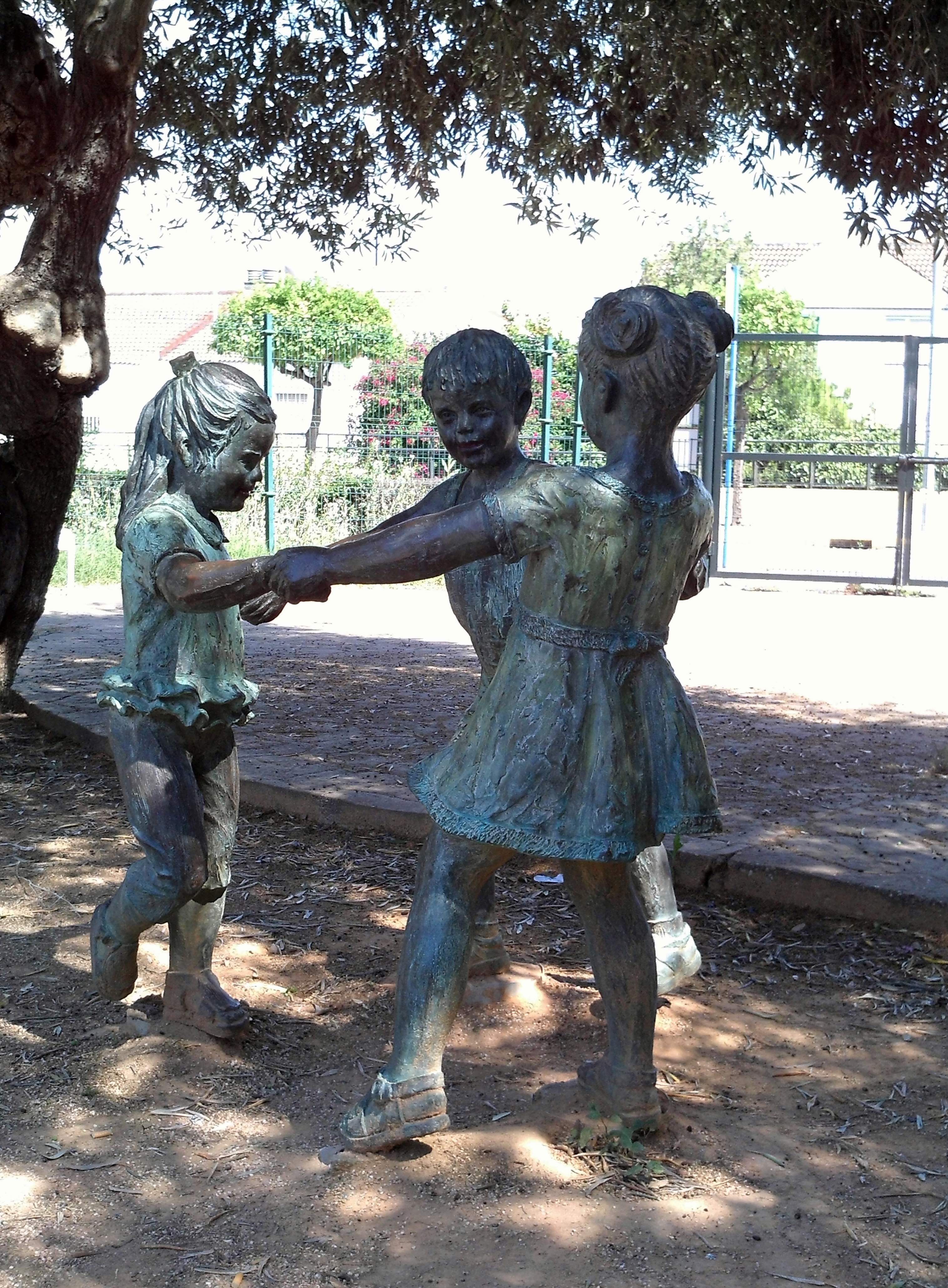
Escultura de unos niños haciendo el “corro de la patata”, en Mairena del Aljarafe, España.

El corro de la patata (o de las patatas) es un juego de corro tradicional infantil acompañado de una “canción de corro”. En él, niñas y niños se cogen de la mano formando un círculo o ‘corro’ y comienzan a girar sin soltarse mientras cantan la siguiente canción:.
Al corro de la(s) patata(s)
comeremos ensalada,
lo que comen los señores
naranjitas y limones.
Achupé, achupé
sentadita me quedé.
Cuando se pronuncia la última frase, todos los niños deben sentarse de golpe.
Según documentos antiguos, en España el término “achupé" proviene de los estornudos que producían los enfermos de la Peste Negra cuando la padecían.[cita requerida]